# الکساندرا کیسیو
الکساندرا کیسیو (لهستانی: Aleksandra Kisio؛ زادهٔ ۲۲ مارس ۱۹۸۳) بازیگر اهل لهستان است.
از فیلم‌هایی که وی در آن‌ها نقش داشته است، می‌توان به بدون پنهان‌کاری، تستوسترون، یک‌راست به دل، پسرها گریه نمی‌کنند، تنها عشق، خودِ زندگی، لالایی، اولا بی‌ریخته، خانه کشیش، هتل ۵۲، آوای وزغ، در خوشی و سختی، رنگ‌های خوشبختی، در خیابان سپولنی، ماگدا ام.، ع چون عشق، پدر متیو و عشق اول اشاره نمود.